# Mookee
Le Mookee est une race de pigeon domestique originaire d'Inde. C'est une race ancienne classée comme pigeon de vol.

## Origine
Le Mookee est une race ancienne, originaire d'Inde et importée en Angleterre dès le XVIIe siècle. La race est décrite en 1676 par l'ornithologue Francis Willughby dans son ouvrage The Ornithology. Du Royaume-Uni, elle se diffuse en Europe et dans divers autres pays. Elle arrive aux États-Unis en 1941. Il est classé dans la catégorie « pigeon de vol » par la Commission européenne des standards pigeons (CESP).

## Description

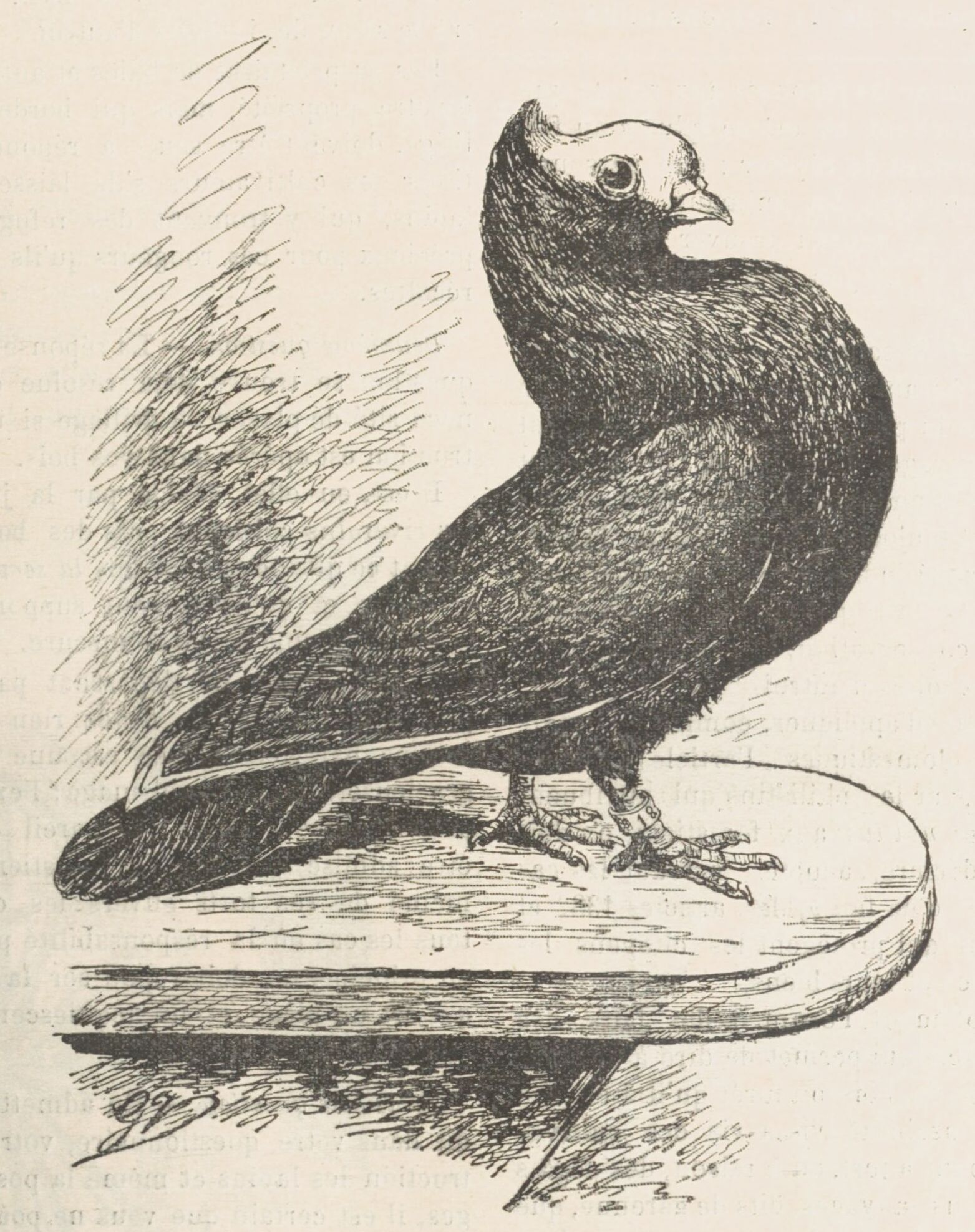
Le Mookee est bien reconnaissable grâce à son cou en forme de S (illustration de 1897).

C'est un pigeon de taille moyenne, reconnaissable à son long cou en forme de S avec la tête portée en arrière. Le plumage bien serré à l’arrière du cou forme une crête se terminant en huppe derrière la tête. Sa poitrine est large et bombée. Le haut de la tête est blanche. La ligne de démarcation part de la commissure du bec, passe sous l' œil et s'arrête à la base de la huppe,,. Un oiseau adulte pèse 400 grammes pour une envergure comprise entre 60 et 68 cm.

## Élevage
Le Mookee est un très bon parent. La femelle pond deux œufs et peut nicher trois ou quatre fois par an. Sa facilité d'élevage en fait un oiseau parfait aussi bien pour un éleveur débutant qu'un éleveur expérimenté.
Quand l'oiseau est excité, il est pris d'un tremblement continuel. En raison de ce tremblement, on le retrouve parfois cité sous le nom de Trembleur de l'Inde dans les ouvrages du XIXe siècle.